# Barney Simon
Barney Simon  est un écrivain, dramaturge et  réalisateur britannique né le 13 avril 1932 et mort le 30 juin 1995, Johannesburg, Afrique du Sud est un écrivain, dramaturge et réalisateur sud-africain.

## Jeunesse
Simon Barney a découvert sa passion pour le théâtre alors qu'il travaillait, dans les années 1950, sous la direction de Joan Littlewood à Londres. De retour à Johannesburg, il rédigea des articles publicitaires tout en produisant et en mettant en scène des pièces, à caractère multiracial, dans des entrepôts et des bidonvilles. Par l'expression théâtrale, il n'a eu cesse que de vouloir dénoncer le régime de l'apartheid, notamment en produisant la pièce The Blood Knot (1961) d' Athol Fugard . Simon a passé un an (1969-1970) à New York, où il a présenté des pièces sud-africaines à un public américain et a édité la revue New American Review .   

## Simon et le Théâtre du Marché
En 1976, Barney Simon a cofondé le Johannesburg's Market Theatre, le premier centre culturel multiracial d'Afrique du Sud et berceau du mouvement théâtral indigène du pays. Travaillant sous les lois de ségrégation raciale de l'apartheid sans subventions de l'État et sous la menace constante d'arrestation pour avoir mis en scène des pièces contemporaines controversées jouées par des acteurs multiraciaux devant un public multiracial, Simon est resté le directeur artistique du théâtre depuis son ouverture jusqu'à sa mort. Il fut le premier à mettre en scène de nombreuses pièces d' Athol Fugard , réalisa un film pour la BBC de l'histoire de Nadine Gordimer City Lovers, et il travailla avec le scénariste Jean-Claude Carrière sur la traduction française pour le Paris mise en scène par Peter Brook de la dernière pièce de Simon, The Suit (Le Costume) (1994), adaptée d'une nouvelle du même nom de Can Themba .
Barney Simon fut connu pour son style dans le développement et la création de pièces originales. Son originalité  s'effectuait à travers un processus d'atelier de recherche sur le terrain, d'improvisation et d'écriture collaborative.

## Vie littéraire
Barney Simon a été actif dans la littérature sud-africaine de 1964 à 1971 comme rédacteur en chef de l'influent journal sud-africain de littérature des townships fondé par Nat Nakasa en 1963  The Classic. Simon a édité un roman autobiographique de Dugmore Boetie , Familiarity is the Kingdom of the Lost ( Londres : Barrie & Jenkins , 1969), pour laquelle Simon a également écrit une postface. Il a publié aussi une collection de ses propres histoires, Joburg Sis! , en 1974. 

## Publications
- Phiri (1972)
- Hé écoute (1973)
- Les gens (1973)
- Les gens aussi (1974)
- L'heure du conte (1975)
- Cincinnati (1979)
- Cruche de pierre froide (1980) [5]
- Appelez-moi femme (1980)
- Marico Moonshine et Manpower (1981)
- Woza Albert! (1981)
- Chien noir-Inj Mayama (1984)
- Né en RSA (1985) [6]
- Extérieurs (1985)
- Klaaglied vir Kous (1986)
- Inyanga - sur les femmes en Afrique (1989)
- Eden et autres lieux (1989)
- Marquez-moi les âges (1989)
- Starbrites (1990)
- Chanter le temps (1992)
- Film muet (1993)
- Le Lion et l'Agneau (1993)
- Le costume (1994)